# Coptopteryx magna
Coptopteryx magna es una especie de mantis de la familia Coptopterygidae.

## Distribución geográfica
Se encuentra en Brasil y Paraguay.